# NGC 2177
NGC 2177 ist ein offener Sternhaufen im Sternbild Dorado in der Großen Magellanschen Wolke.
Das Objekt wurde am 13. Dezember 1835 von John Herschel entdeckt.